# ألبرت هاستينغز ماركهام
ألبرت ماركهام (بالإنجليزية: Albert Hastings Markham)
المستكشف البريطاني، والمؤلف، وضابط في البحرية الملكية - الأدميرال سير البرت هاستينغز ماركهام، (28 أكتوبر 1918-11 نوفمبر 1841). في عام 1903 تم تعيينه قائد فارس في وسام حمام. توفي في لندن، إنجلترا في سن ال 76.
كان ألبرت ماركهام الابن الخامس من الكابتن جون ماركهام، الذي كان قد تقاعد من البحرية بسبب اعتلال الصحة مع رتبة ملازم. أما جده، كان وليام ماركهام رئيس أساقفة يورك. ولد ألبرت في بآينير دو بيجور، فرنسا، حيث عاشت العائلة قبل أن ينتقل إلى مزرعة في منطقة غيرنسي. في سن الثالثة عشرة تم ارساله إلى لندن للعيش مع عمته، أرملة عمه ديفيد ماركهام الذي كان كانون وندسور.